# 844
844 foi um ano bissexto do século IX que teve início a uma terça-feira e terminou a uma quarta-feira no Calendário Juliano. As suas letras dominicais foram F e E.
| Ano completo                        |
| ----------------------------------- |
| Ano comum com início à quarta-feira |

## Eventos
- Os Normandos atacam a Península Ibérica com incursões a Lisboa, Beja e Algarve.
- São registrados os primeiro ataques de viquingues Escandinavos a Lisboa.
- Sucessão do Papa Sérgio II, que morre em 847.
- Rodri, o Grande é coroado rei do Reino de Venedócia.
- 15 de junho -  Luís II da Germânia, é coroado Imperador do Sacro Império romano.
- Dorestad, entreposto comercial Frísio, é atacado pelos Viquingues.
- Gijón, Cádis e Sevilha são atacadas pelos viquingues, sendo Sevilha destruída por um incêndio resultante do ataque.
- Na Galiza acontece a Batalha de Clavijo, que leva à criação do Voto de Santiago.
- Dá-se a primeira invasão normanda de Galiza.

## Nascimentos
- Almondir I ou também Almondir de Córdova, que foi o 6.º emir omíada de Córdova (886-888), no Alandalus.
- Abdalá I m. 912 foi o 7.º emir de Córdova.

## Mortes
- 11 de janeiro - Miguel I Rangabe, que foi imperador bizantino entre (811 e 813).
- 11 de janeiro - Morre o Papa Gregório IV.
- Nitardo historiador franco, neto de Carlos Magno e filho de Berta e São Angilberto. n. 790.
- Merfyn Frych ap Gwriad - rei do Reino de Venedócia, País de Gales.
- Hugo, nascido em 802 e filho de Carlos Magno e da sua concubina Regina.